# Anni Lønstad
Anni Lønstad (født 1953) er en tidligere dansk atlet og triathlet. Hun var medlem af Olympia Maribo.
Lønstad er indehaver af flera den danske ultra rekorder, bl.a. på 100 km med tiden 7,53,15, som hun løb i Hanau 16. april 1994.
Lønstad blev 1986 Danmarks første "Jernkvinde" på Säter Triathlon i Sverige med tiden 11.51.01; 3,8 km svømning 1.31.35, 180 km cykling 6.18.01, Maratonløb 4.01.25.
Lønstad er tidligere næstformand i Lærernes Landsforbund.

## Danske mesterskaber
- Guld 1993 Maraton 2:58.35

## Danske ultra rekorder
- 6 timer: 76 608 meter 1998
- 12 timer: 134 339 meter 1996
- 24 timer: 217 750 meter 1995
- 100 km: 7,53,15 1994